# Mikoto
Mikoto (jap. みこと, ミコト) – imię japońskie noszone częściej przez kobiety niż przez mężczyzn.

## Możliwa pisownia
Mikoto można zapisać używając wielu, różnych znaków kanji i może znaczyć m.in.:
- 命, „życie”
- 美琴, „piękno, cytra/harfa”

## Znane osoby
- Mikoto Asō (みこと), japońska mangaka
- Mikoto Usui, amerykański ekonomista i uczony japońskiego pochodzenia

## Fikcyjne postacie
- Mikoto Minagi (命), bohaterka anime My-HiME
- Mikoto Misaka (美琴), bohaterka mangi i anime Toaru majutsu no Index
- Mikoto Nakadai (壬琴), antagonista serialu tokusatsu Bakuryū Sentai Abaranger
- Mikoto Suō (美琴), bohaterka serii School Rumble
- Mikoto Uchiha (ミコト), postać z mangi i anime Naruto i Naruto: Shippūden
- Mikoto Yutaka (実琴), bohater mangi i anime Princess Princess i mangi Kakumei no hi